# 卡塔琳娜·门茨
卡塔琳娜·门茨（德語：Katharina Menz，1990年10月8日—），德国女子柔道运动员。她曾代表德国参加2020年夏季奥林匹克运动会柔道比赛，获得混合团体铜牌和女子48公斤级第17名。